# Liste der Naturwaldreservate in Brandenburg
Diese Liste enthält 24 (Stand März 2017) Naturwaldreservate in Brandenburg. Die Liste enthält die amtlichen Bezeichnungen für Namen, Kennung, Naturraum, Größe und das Jahr der Ausweisung. Die geographische Lage ist gemittelt und die Angabe des Landkreises / Stadt bezieht sich auf diese Angabe. Die Gebiete können sich jedoch auch über mehrere Landkreise erstrecken.
Seit etwa 40 Jahren (verstärkt seit dem Naturschutzjahr 1970) werden in ganz Deutschland Naturwaldreservate ausgewiesen, um eine Palette an Totalreservaten zu erhalten. Naturwaldreservate sind Wälder, die sich in einem weitgehend naturnahen Zustand befinden. Die natürliche Waldentwicklung läuft hier ungestört ab. Im Lauf der Zeit entstehen dort Urwälder mit starken Bäumen und viel Totholz. In Brandenburg gibt es derzeit 24 solche Naturwaldreservate mit 652 ha Fläche.

## Liste
| Name des Gebietes           | Bild | Kennung | Naturraum                                                                                       | Landkreis / Stadt               | Beschreibung / Bemerkungen | Standort | Fläche in Hektar | Jahr der Verordnung |
| --------------------------- | ---- | ------- | ----------------------------------------------------------------------------------------------- | ------------------------------- | --- | -------- | ---------------- | ------------------- |
| Buchheide Zechlin (= D02)   |      | 12-036  | Mecklenburg-Brandenburgisches Platten- und Hügelland sowie Luchland                             | Landkreis Ostprignitz-Ruppin    | | Position | 22,2             | 2004                |
| Der Loben (=G43)            |      | 12-034  |                                                                                                 | Landkreis Elbe-Elster           | Alt NSG seit 1981 (TR seit 2000) | Position | 25,0             | 2000                |
| Dubrow (=D31)               |      | 12-015  | Mittelbrandenburgische Platten und Niederungen sowie Ostbrandenburgisches Heide- und Seengebiet | Landkreis Dahme-Spreewald       | bodensaurer Kiefern-Traubeneichenwald | Position | 37,8             | 1994                |
| Heidekrug                   |      | 12-101  | Ostbrandenburgische Platte                                                                      | Landkreis Märkisch-Oderland     | | Position | 26,0             | 2013                |
| Hochwaldstraße (BR)         |      | 12-039  | Spreewald und Lausitzer Becken- und Heideland                                                   | Landkreis Oberspreewald-Lausitz | | Position | 13,8             | 1999                |
| Hölzchen-Leddernbrück       |      | 12-108  |                                                                                                 | Landkreis Ostprignitz-Ruppin    | | Position | 23,0             | 1968                |
| Kienhorst (=F07, BR)        |      | 12-020  | Mecklenburgische Seenplatte                                                                     | Landkreis Barnim                | Komplex aus Kiefernwald und bodensauren Kiefern-Traubeneichenwald | Position | 33,7             | 1999                |
| Kleiner Schwarzberg (= F41) |      | 12-038  | Mittelbrandenburgische Platten und Niederungen sowie Ostbrandenburgisches Heide- und Seengebiet | Landkreis Oder-Spree            | | Position | 20,6             | 1998                |
| Kranz'sche Buchen           |      | 12-102  | Rückland der Mecklenburg-Brandenburgischen Seenplatte                                           | Landkreis Uckermark             | | Position | 37,0             | 1989                |
| Kreuzbach                   |      | 12      |                                                                                                 |                                 | |          | 23,0             | 2013                |
| Kuckuckseichwald (=G54)     |      | 12-040  | Spreewald und Lausitzer Becken- und Heideland                                                   | Landkreis Dahme-Spreewald       | bodensaurer Kiefern-Traubeneichenwald | Position | 37,9             | 1999                |
| Kunsterspring (=D08)        |      | 12-009  |                                                                                                 | Landkreis Ostprignitz-Ruppin    | zwei Flächen (Rotbuchen-Hainbuchenwald und Rotbuchenwald mäßig basenreicher Standorte) | Position | 16,2             | 1985                |
| Melzower Buchennaturwald    |      | 12-002  | Rückland der Mecklenburg-Brandenburgischen Seenplatte                                           | Landkreis Uckermark             | pnV kalkreicher Rotbuchen-, Hainbuchenb-Lindenwald | Position | 21,0             | 1938                |
| Möncheichen                 |      | 12-103  | Mecklenburgische Seenplatte                                                                     | Landkreis Ostprignitz-Ruppin    | Komplex aus Buchenwald, alter Eichen-Buchenwald mit Buchenzwischen- und unterstand sowie Kiefernüberhalt über Buchenwald - insgesamt Sukzession zum Buchenwald mäßig basenreicher Standorte | Position | 66,6             | 2004                |
| Pommersche Heide            |      | 12-104  | Odertal                                                                                         | Landkreis Uckermark             | bodensaurer Kiefern-Traubeneichenwald | Position | 35,6             | 2002                |
| Rädigke                     |      | 12-105  | Fläming                                                                                         | Landkreis Potsdam-Mittelmark    | | Position | 24,7             | 2004                |
| Ruppiner Schweiz            |      | 12      |                                                                                                 | Landkreis Ostprignitz-Ruppin    | 2 getrennt liegende Flächen. | Position |                  |                     |
| Stärtchen                   |      | 12      |                                                                                                 | Landkreis Teltow-Fläming        | | Position | 35,0             |                     |
| Tauersche Eichen (= G10)    |      | 12-037  | Mittelbrandenburgische Platten und Niederungen sowie Ostbrandenburgisches Heide- und Seengebiet | Landkreis Spree-Neiße           | bodensaurer Kiefern-Traubeneichenwald | Position | 17,6             | 1999                |
| Urwald Breitefenn           |      | 12      |                                                                                                 | Landkreis Barnim                | | Position |                  | 1997                |
| Urwald Fünfeichen (=F43)    |      | 12-026  | Mittelbrandenburgische Platten und Niederungen sowie Ostbrandenburgisches Heide- und Seengebiet | Landkreis Oder-Spree            | bodensaurer Kiefern-Traubeneichenwald | Position | 22,5             | 2004                |
| Woblitz                     |      | 12-106  | Mecklenburgische Seenplatte                                                                     | Landkreis Oberhavel             | Standortsmosaik :Buchenwald durchsetzt mit Mortzfeld`schen Löchern Eiche, Sukzession zum Buchenwald                                                                                         | Position | 49,1             |                     |
| Wolfswerder                 |      | 12-107  | Mecklenburgische Seenplatte                                                                     | Landkreis Oberhavel             | ursprünglich unter Grosser als 'nat. Kiefernwald auf ziemlich armen Sanden ausgeschieden - vollzieht Entwicklung zum Kiefern (Eichen) Buchenwald                                            | Position | 38,5             | 2004                |
| Zootzen                     |      | 12-010  |                                                                                                 | Landkreis Havelland             | | Position | 25,0             |                     |